# DGI Huset Herning
DGI Huset Herning er et højhusbyggeri i centrum af Herning. Byggeriet påbegyndtes i 2008 og det blev indviet 4. december 2010. Det er tegnet af Årstiderne arkitekter og bygget af KPC BYG. Bygningen indeholder flere elementer:
- Vandkulturhus (badeland og wellnesscenter)
- Hotel DGI Huset Herning
- VISTA Herning (lejligheder i 12 etager)
- Mediehuset (turistbureau samt hovedsæde for Herning Folkeblad)

Der er desuden en stor parkeringskælder i 3 etager. I forbindelse med anlægget blev den tidligere Nørregades parkeringsplads omdannet til Kousgaards Plads.
56°8′11.61″N 8°58′46.27″Ø / 56.1365583°N 8.9795194°Ø
|  | Denne artikel om en bygning eller et bygningsværk kan blive bedre, hvis der indsættes et (bedre) billede. Du kan hjælpe ved at afsøge Wikimedia Commons for et passende billede eller lægge et op på Wikimedia Commons med en af de tilladte licenser og indsætte det i artiklen. |